# Berlin-Marathon 1990
| 17. Berlin-Marathon    | 17. Berlin-Marathon          |
| ---------------------- | ---------------------------- |
| Stadt                  | Berlin, Deutschland          |
| Datum                  | 30. September 1990           |
| Distanz                | 42,195 Kilometer             |
| Sieger                 |                              |
| Männer                 | Steve Moneghetti (2:08:16 h) |
| Frauen                 | Uta Pippig (2:28:37 h)       |
| ← Berlin-Marathon 1989 | Berlin-Marathon 1991 →       |
| Website                | Offizielle Website           |

Der Berlin-Marathon 1990 war die 17. Ausgabe der jährlich stattfindenden Laufveranstaltung in Berlin. Der Marathon fand am 30. September 1990 statt. Infolge der unmittelbar bevorstehenden Wiedervereinigung der beiden deutschen Staaten so wie der beiden Stadthälften führte der Marathonlauf erstmals auch durch den Ostteil der Stadt.
Bei den Männern gewann Steve Moneghetti in 2:08:16 h, bei den Frauen Uta Pippig in 2:28:37 h.

## Ergebnisse

### Männer
| Platz | Athlet             | Land                            | Zeit (h) |
| ----- | ------------------ | ------------------------------- | -------- |
| 01    | Steve Moneghetti   | Australien                      | 2:08:16  |
| 02    | Gidamis Shahanga   | Tansania                        | 2:08.32  |
| 03    | Jörg Peter         | Deutsche Demokratische Republik | 2:09:23  |
| 04    | Stephan Freigang   | Deutsche Demokratische Republik | 2:09:45  |
| 05    | Harri Hanninen     | Finnland                        | 2:12:40  |
| 06    | Kazuya Nishimoto   | Japan                           | 2:12:41  |
| 07    | Herbert Steffny    | BR Deutschland                  | 2:12:44  |
| 08    | Hisatoshi Shintaku | Japan                           | 2:12:49  |
| 09    | Michael Heilmann   | Deutsche Demokratische Republik | 2:13:12  |
| 10    | Alfredo Shahanga   | Tansania                        | 2:13:29  |

### Frauen
| Platz | Athletin          | Land                            | Zeit (h) |
| ----- | ----------------- | ------------------------------- | -------- |
| 01    | Uta Pippig        | Deutsche Demokratische Republik | 2:28:37  |
| 02    | Renata Kokowska   | Polen                           | 2:28:50  |
| 03    | Carla Beurskens   | Niederlande                     | 2:30:00  |
| 04    | Anna Rybicka      | Polen                           | 2:33:16  |
| 05    | Márcia Narloch    | Brasilien                       | 2:33:57  |
| 06    | Jane Welzel       | Vereinigte Staaten              | 2:35:09  |
| 07    | Bozena Dziubinska | Polen                           | 2:35:25  |
| 08    | Birgit Jerschabek | Deutsche Demokratische Republik | 2:36:20  |
| 09    | Birgit Stephan    | Deutsche Demokratische Republik | 2:37:23  |
| 10    | Doris Grossert    | BR Deutschland                  | 2:38:35  |